# Where to Now St. Peter?
Where to Now St. Peter? è un brano interpretato da Elton John e scritto dallo stesso cantante col testo di Bernie Taupin.

## Il brano
Proviene dall'album del 1970 Tumbleweed Connection, ed è una delle canzoni più sofisticate e ricercate dell'intero lavoro. È stata molto notata dalla critica, così come tutto l'album di provenienza.
Come la precedente My Father's Gun, ha come sfondo la Guerra di Secessione Americana, ma il significato è molto più profondo: il punto chiave risulta essere il dilemma finale che attende l'uomo, ignaro della propria destinazione definitiva (Paradiso o Inferno). Il protagonista del brano è un soldato morto in guerra che non sa che strada prendere nell'aldilà; comunque, il testo risulta essere decisamente ermetico. Nella melodia, lineare e classificabile nel country rock, è molto evidente l'onnipresente pianoforte di John.
Where To Now St.Peter? è stata eseguita anche al concerto tenutosi per celebrare i 60 anni di Elton John al Madison Square Garden (25 marzo 2007).